# Abdelkader Meksa
Abdelkader Meksa, né le 4 juin 1954 à Mira (Timizart) en Algérie et mort le 30 octobre 1988 à Créteil (France), à l'âge de 34 ans, est un chanteur algérien d'expression kabyle. Il est enterré dans son village natal, auprès de ses parents.

## Biographie
Abdelkader Meksa arrive en octobre 1976 à Paris, où il rencontre Nathalie, une musicienne. Ils s'installent tous les deux à Épinay-sur-Seine, et auront deux enfants, un garçon né en 1979 prénommé Darius qui décède bébé, et une fille prénommée Floriane-Missiva  née en 1980.
Abdelkader Meksa, est un conteur et chanteur, qui narre l'histoire de la Numidie en chansons. Il est l'auteur de célèbres chansons comme « Massinissa », « Loundja », « Tafsut », qui lui ont valu un succès notable dans les années 1980.
Il a joué un rôle prépondérant dans la dynamisation de la chanson berbère des années 1970, et ce dans la mouvance de renouvellement de la chanson moderne animée par Idir, Ferhat, Chenoud, Djamel Allam, Les Abranis, Inasliyen, Tagrawla, Brahim Izri, Nabet, etc.
Meksa Abdelkader enregistre son premier album, Loundja, légende évoquant la fille de l’ogresse Teryel dans la mythologie berbère ; puis Tafsut qui décrit la célébration d’antan de la venue du printemps. En 1976, il s’envole pour la France et sort un autre album avec Assif (Rivière), Anzar (dieu de l’eau et de la pluie, dans la mythologie berbere) et Andakwen a-wid issefrun (où sont les poètes ?). En 1979, Meksa Abdelkader revient avec un autre album intitulé Tafunast Igujilen (La vache des orphelins) , Zelgum (Princesse célèbre par des amours impossibles), Arzez d-tzizwa (L’abeille et la guêpe). 
La même année, Meksa donne un concert à la salle Atlas (Alger) et atteint la consécrationdans son art. En 1980, il enregistre un troisième album Amnekcem (Le colon). Il est toujours décidé à rester en France. « C’est pour me perfectionner davantage dans la musique ; chaque goutte de mon sang est une note de musique », disait-il à Sans frontière le 18 décembre 1981. On se souvient du grand concert donné à la salle Sidi Fredj d’Alger le 31 juillet 1976, où il a participé aux côtés de Léo Ferré et de Gilbert Lerroux.
En 1988, Meksa Abdelkader sort son dernier album intitulé Amghar azemni, (le vieux sage). Nacer Izza dit de lui dans Revue africaine no 1295 du 9 décembre 1988 : 

« Meksa Abdelkader est mort en France, presque dans l’anonymat, un dimanche 30 octobre 1988, à l’âge de 34 ans, mais il sera enterré dans son village natal, Mira. »

En 1976, le quotidien El Moudjahid lui avait consacré un petit article dans lequel il relate la biographie de Meksa, l’enfant de Mira, et de son parolier Moh Cherbi de Tizi Hibel.
Dans toute cette région, les traditions séculaires sont toujours d’actualité et semblent même défier la modernité. Lors de son dernier entretien avec Ali Ferragui, paru dans la revue La Semaine de l’émigration, il déclarait être satisfait du résultat de son travail : « ma grande satisfaction », disait-il, « c’est ma participation à cette reconstruction de notre riche patrimoine culturel. Je suis parmi les maçons de cette œuvre, et je vois les murs qui se constituent chaque jour. De plus, j’ai l’encouragement chaleureux de mon public. »
En janvier 1999, une association culturelle est née dans son village natal, Mira, qui porte le nom de l’enfant prodige.

## Discographie
- 1976 : Loundja (Album).
- 1978 : Tafunast Igujilen (La vache des orphelins) (Album)
- 1982 : Tiqvayliyin (Les femmes Kabyles) (Album)
- 1988 : Amghar azemni (Le vieux sage) (Album)